# Forlæggerforeningen
Forlæggerforeningen er en brancheforening for danske forlag. Foreningen blev grundlagt i 1837 under navnet Den Danske Forlæggerforening. Foreningen fik sit nuværende navn ved årsmødet 8. december 2005 efter i få måneder at have heddet Dansk Forlæggerforening.
Foreningens medlemmer tegner sig for ca. 80% af den totale bogomsætning i Danmark på 2 mia. kr. (2004).
Forlæggerforeningen indstiftede i 1957 den danske litteraturpris Kritikerprisen, som foreningen varetog den årlige uddeling af, indtil uddelingen fra 1971 blev overdraget til Litteraturkritikernes Lav.